# Gognies-Chaussée
Pour l’article homonyme, voir Gœgnies-Chaussée concernant le village limitrophe belge de la province de Hainaut.
Gognies-Chaussée est une commune française située dans le département du Nord, en région Hauts-de-France.

## Géographie

### Localisation
La commune est située à 15 kilomètres de Maubeuge au sud et à 12 kilomètres de Bavay, au sud-ouest. C'est une agglomération constituée de la commune française de Gognies-Chaussée et du village belge de Gœgnies-Chaussée (commune de Quévy), séparés par la frontière franco-belge.
La rue centrale, dont la partie française constitue la route départementale 31, est une des sept branches de la chaussée Brunehaut, anciennes voies romaines autour de Bavay.

### Traité des Limites
La rue centrale est binationale : les maisons situées au sud sont en France, celles du nord, en Belgique (Gœgnies-Chaussée). Cette division existe depuis le « traité des Limites », signé le 28 mars 1820 à Courtrai, qui détermine la frontière entre la France et la Belgique, alors une partie des Pays-Bas,. Ce traité fut signé par le sieur Dusart, mayeur de Gœgnies-Chaussée (alors aux Pays-Bas) et le sieur Lotteau, maire de la commune de Gognies-Chaussée (France), en présence du comte d'Auxy, gouverneur de la province de Hainaut et de monsieur Lhomme, délégué du préfet du département du Nord.

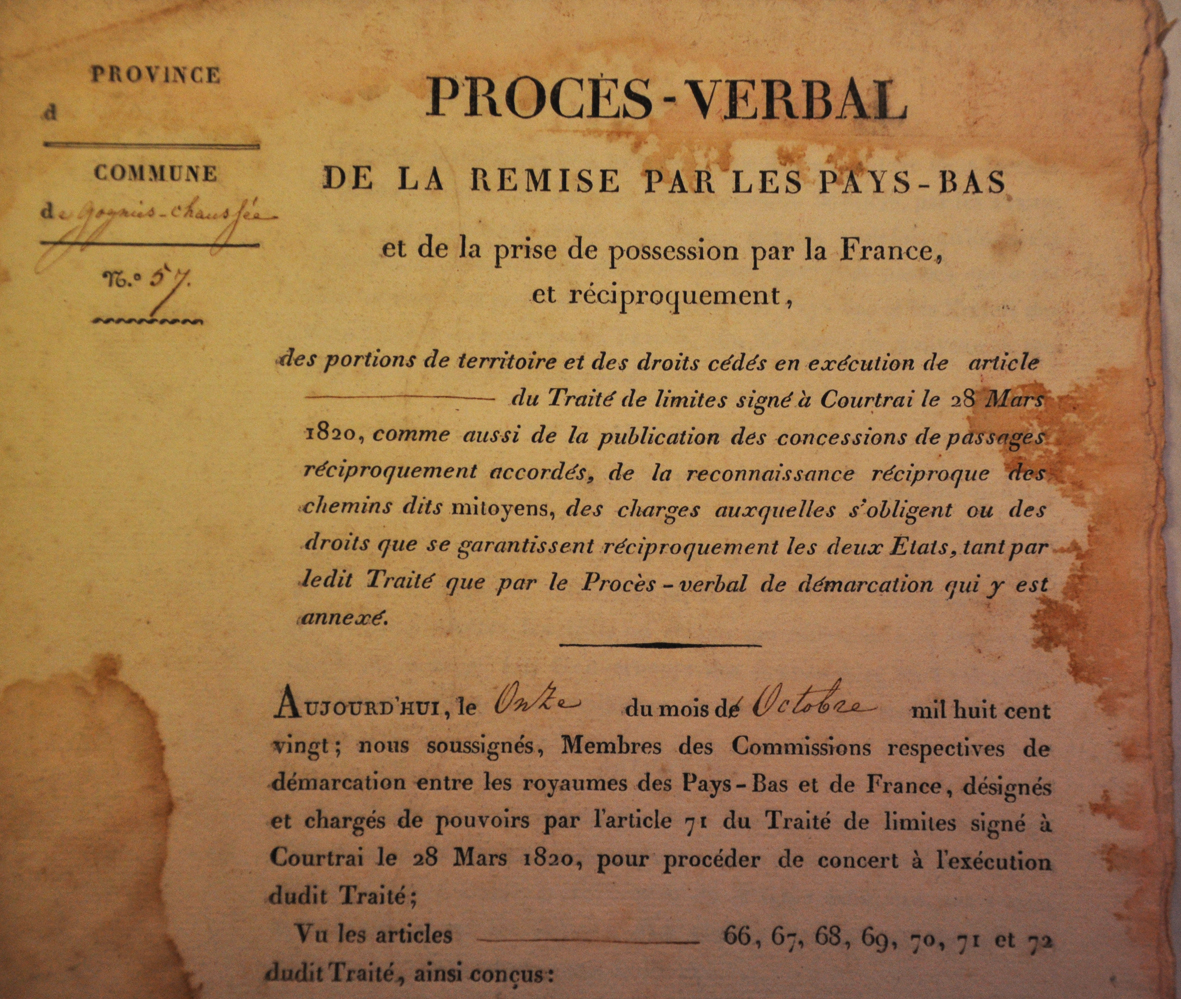
Procès-verbal en application du traité des Limites.

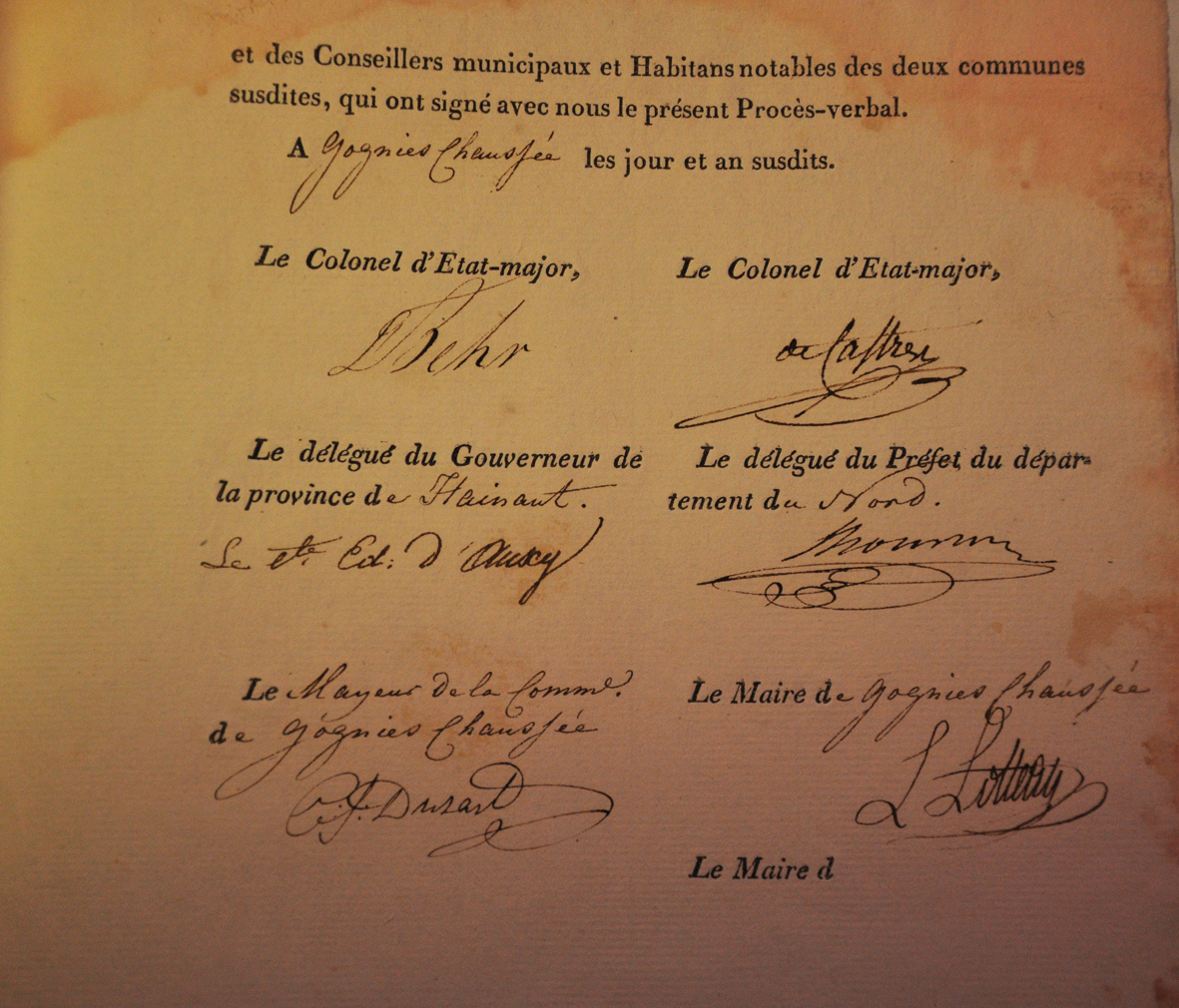
Signataires du procès-verbal.

### Communes limitrophes
|                         | Quévy ( Belgique) |            |
|                         | Gognies-Chaussée  | Bettignies |
| La Longueville Feignies | Maubeuge          | Mairieux   |

### Hydrographie

#### Réseau hydrographique
La commune est située dans le bassin Artois-Picardie. Elle est drainée par le ruisseau la Wampe, le conduit, le ruisseau de Rotteleux, le ruisseau Des Gueulards, le ruisseau Des Prés et les Trois Maisons,,.

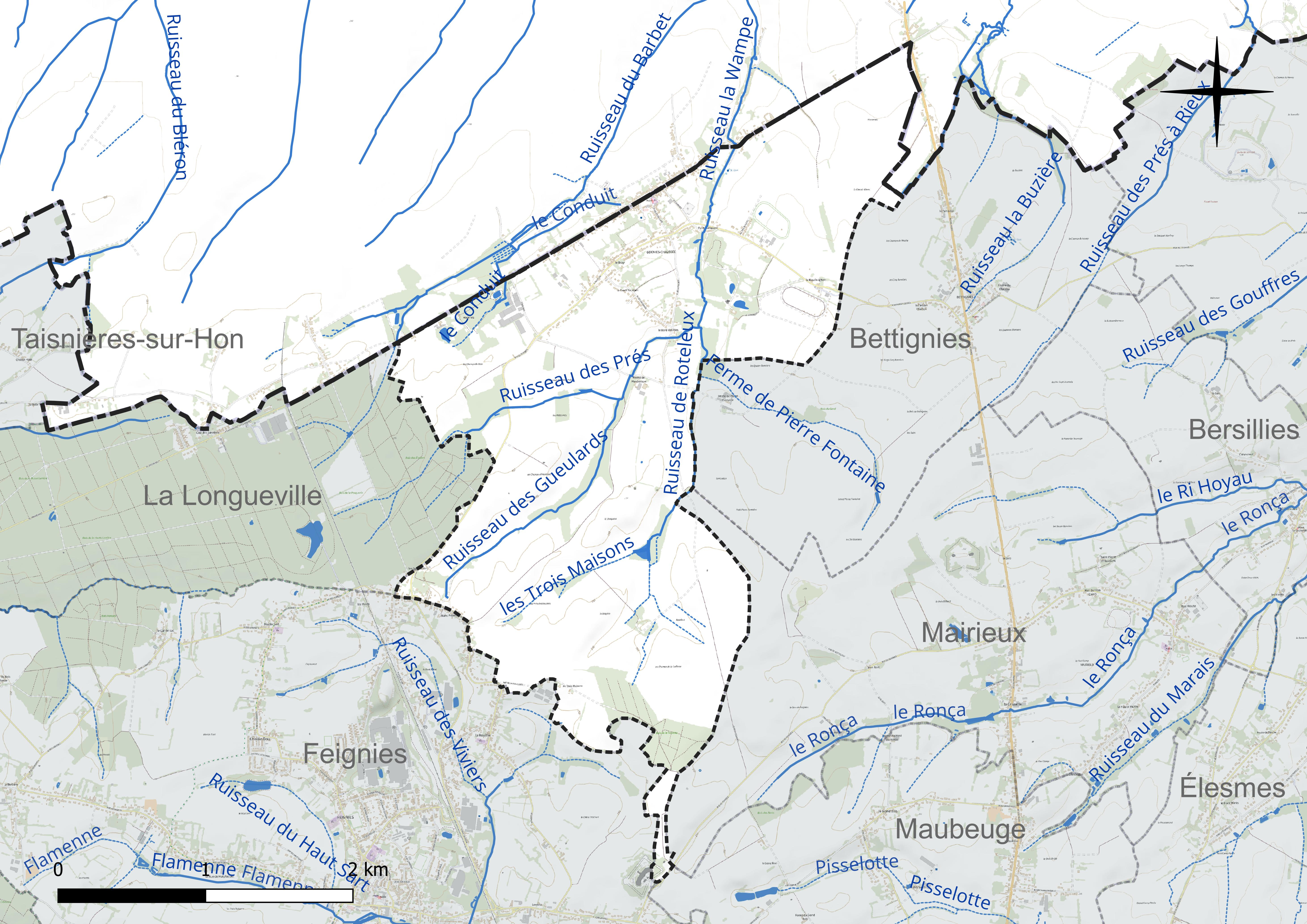
Réseau hydrographique de Gognies-Chaussée.

#### Gestion et qualité des eaux
Le territoire communal est couvert par le schéma d'aménagement et de gestion des eaux (SAGE) « Escaut ». Ce document de planification concerne un territoire de 2 005 km2 de superficie, délimité par le bassin versant de l'Escaut. Le périmètre a été arrêté le 9 juin 2006 et le SAGE proprement dit a été approuvé le 13 juillet 2021. La structure porteuse de l'élaboration et de la mise en œuvre est le syndicat mixte Escaut et Affluents (SyMEA). 
La qualité des cours d'eau peut être consultée sur un site dédié géré par les agences de l'eau et l'Agence française pour la biodiversité. 

### Climat
Pour des articles plus généraux, voir Climat des Hauts-de-France et Climat du Nord.
En 2010, le climat de la commune est de type climat des marges montargnardes, selon une étude du CNRS s'appuyant sur une série de données couvrant la période 1971-2000. En 2020, Météo-France publie une typologie des climats de la France métropolitaine dans laquelle la commune est exposée à un climat océanique altéré et est dans la région climatique  Nord-est du bassin Parisien, caractérisée par un ensoleillement médiocre, une pluviométrie moyenne régulièrement répartie au cours de l'année et un hiver froid (3 °C). 
Pour la période 1971-2000, la température annuelle moyenne est de 9,8 °C, avec une amplitude thermique annuelle de 15,3 °C. Le cumul annuel moyen de précipitations est de 865 mm, avec 12,6 jours de précipitations en janvier et 10,2 jours en juillet. Pour la période 1991-2020, la température moyenne annuelle observée sur la station météorologique la plus proche, située sur la commune de Saint-Hilaire-sur-Helpe à 23 km à vol d'oiseau, est de 10,5 °C et le cumul annuel moyen de précipitations est de 802,4 mm,. Pour l'avenir, les paramètres climatiques de la commune estimés pour 2050 selon différents scénarios d'émission de gaz à effet de serre sont consultables sur un site dédié publié par Météo-France en novembre 2022.

## Urbanisme

### Typologie
Au 1er janvier 2024, Gognies-Chaussée est catégorisée bourg rural, selon la nouvelle grille communale de densité à sept niveaux définie par l'Insee en 2022.
Elle est située hors unité urbaine. Par ailleurs la commune fait partie de l'aire d'attraction de Maubeuge (partie française), dont elle est une commune de la couronne,. Cette aire, qui regroupe 65 communes, est catégorisée dans les aires de 50 000 à moins de 200 000 habitants,.

### Occupation des sols
L'occupation des sols de la commune, telle qu'elle ressort de la base de données européenne d'occupation biophysique des sols Corine Land Cover (CLC), est marquée par l'importance des territoires agricoles (86,5 % en 2018), en diminution par rapport à 1990 (87,9 %). La répartition détaillée en 2018 est la suivante : 
terres arables (76,1 %), zones urbanisées (9,4 %), zones agricoles hétérogènes (7,6 %), forêts (4,1 %), prairies (2,8 %). L'évolution de l'occupation des sols de la commune et de ses infrastructures peut être observée sur les différentes représentations cartographiques du territoire : la carte de Cassini (XVIIIe siècle), la carte d'état-major (1820-1866) et les cartes ou photos aériennes de l'IGN pour la période actuelle (1950 à aujourd'hui).

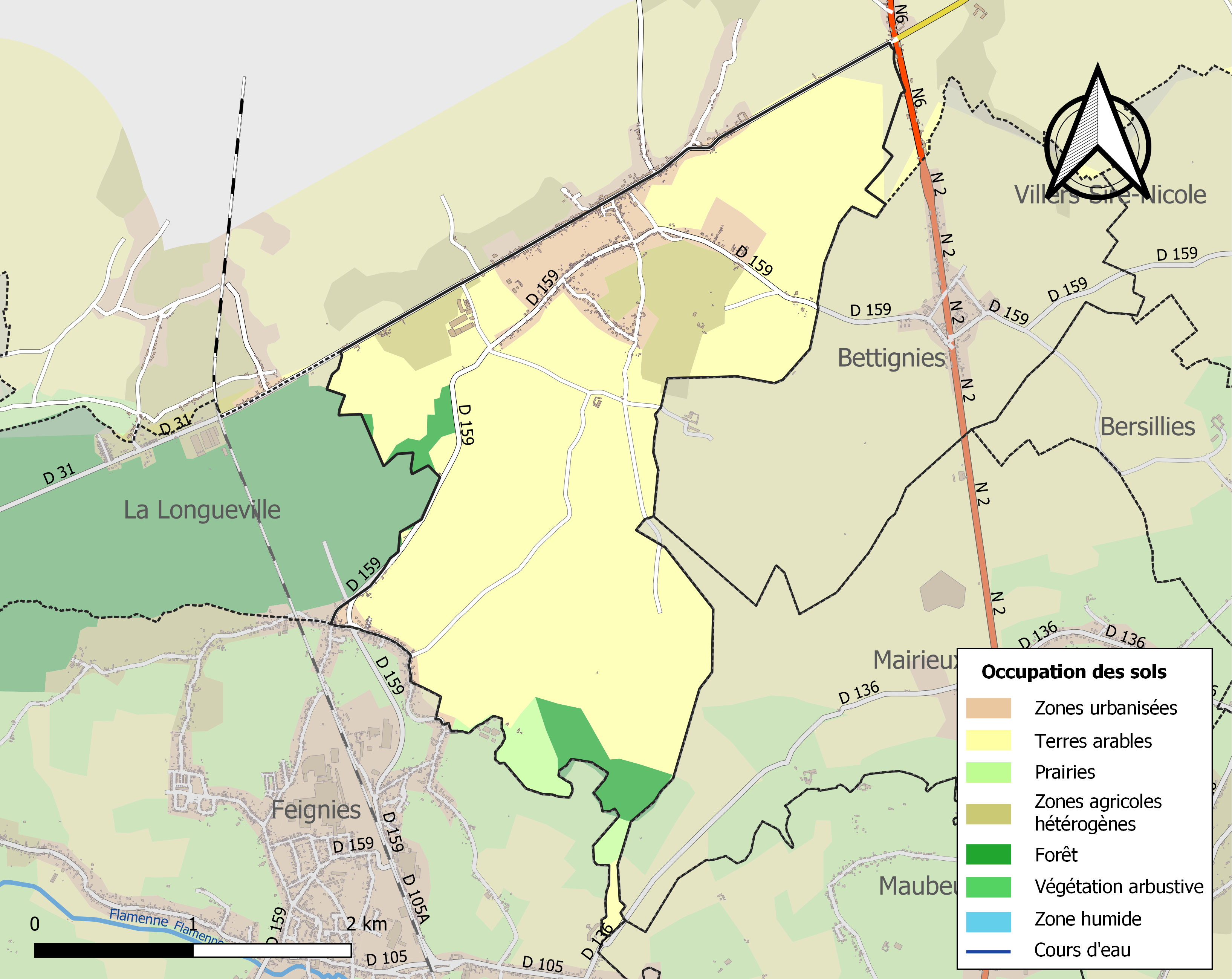
Carte des infrastructures et de l'occupation des sols de la commune en 2018 (CLC).

### Voies de communication et transports
La commune est desservie, en 2024, par la ligne transfrontalière 41 des réseaux Stibus et TEC Hainaut assurant la liaison entre Maubeuge et Mons. Cette liaison avait été suspendue pour des raisons administratives en 2014 avant d'être rétablies en 2016.
Gognies-Chaussée est également desservie par la ligne 976 du réseau interurbain Arc-en-Ciel 4 et par le Bus local de Quévy du TEC Hainaut.

## Toponymie
Le nom de Gognies contient la terminaison « gnies » d'origine tudesque, qui signifie « demeure de » ; la signification de la racine « go » n'est pas connue. Chaussée réfère à la Chaussée Brunehaut.
Le village se trouve mentionné dans des actes médiévaux à partir de 1185.

## Histoire
Gognies relevait de la prévôté et le décanat de Maubeuge, mais sa cure relevait de l'abbaye de Liessies.
Dans la période féodale, la division territoriale est complexe : plusieurs familles nobles, l'Abbaye d'Hautmont et le chapitre de Maubeuge se partageaient trois seigneuries: Gognies, Gontreuil et Rogeries, quelques fiefs en dehors des seigneuries et plusieurs sous-fiefs, parfois enclavés.
Au sujet d'un de ces fiefs se trouve dans les archives du chapitre de Maubeuge de 1190 une triste histoire d'amour entre la belle Aliénor de Pierre-Fontaine et le brave Arnould du Mesnil, qui se donnaient des rendez-vous secrets dans une forêt à Roteleux. L'hiver venu, Arnould se trouve devant une meute de loups, en tuera trois avant de trouver la mort. La fille affligée, entrée au chapitre, meurt peu de temps après et c'est d'elle que le chapitre a hérité la cense de Roteleux (leu : loup).
Le puzzle territorial est aujourd'hui d'autant plus complexe par le fait que le 17 septembre 1678, au traité de Nimègue, Gognies est divisé en une partie belge et une partie française et qu'il y a eu en 1820 au traité des Limites une correction de frontières.
Pendant le blocus de Maubeuge en 1793, le jeune prince d'Orange, futur roi Guillaume Ier des Pays-Bas, séjourna au château de Gontreuil.

## Politique et administration

### Rattachements administratifs et électoraux
La commune se trouve dans l'arrondissement d'Avesnes-sur-Helpe du département du Nord. Pour l'élection des députés, elle fait partie depuis 2012 de la troisième circonscription du Nord.
Elle faisait partie de 1801 à 1910 du canton de Maubeuge, année où celui-ci est scindé par la loi du 7 juillet 1910  et  Gognies -Chaussée intègre le canton de Maubeuge-Nord. Dans le cadre du redécoupage cantonal de 2014 en France, la commune est désormais rattachée à un nouveau canton de Maubeuge.

### Intercommunalité
La commune était membre de la communauté de communes du Nord Maubeuge, créée fin 1993.
Celle-ci fusionne le 1er janvier 2014 au sein de la communauté d'agglomération Maubeuge Val de Sambre, dont est désormais membre la commune.

### Liste des maires
Maire de 1802 à 1807 : Blanchard,.
| Période                                  | Période   | Identité       | Étiquette | Qualité                                           |
| ---------------------------------------- | --------- | -------------- | --------- | ------------------------------------------------- |
| Les données manquantes sont à compléter. |           |                |           |                                                   |
| avant 1988                               |           | Roland Liénard | PS        |                                                   |
| Les données manquantes sont à compléter. |           |                |           |                                                   |
| mars 2001                                | mars 2008 | José Verdonckt |           |                                                   |
| mars 2008                                | mai 2020  | Jean Meurant   |           | Chef d'entreprise Réélu pour le mandat 2014-2020, |
| mai 2020                                 | En cours  | Bruno Masolini |           | Professeur du second degré                        |

## Population et société

### Démographie

#### Évolution démographique
L'évolution du nombre d'habitants est connue à travers les recensements de la population effectués dans la commune depuis 1793. Pour les communes de moins de 10 000 habitants, une enquête de recensement portant sur toute la population est réalisée tous les cinq ans, les populations de référence des années intermédiaires étant quant à elles estimées par interpolation ou extrapolation. Pour la commune, le premier recensement exhaustif entrant dans le cadre du nouveau dispositif a été réalisé en 2008.

En 2022, la commune comptait 725 habitants, en évolution de −5,23 % par rapport à 2016 (Nord : +0,51 %, France hors Mayotte : +2,11 %).
| 1793 | 1800 | 1806 | 1821 | 1831 | 1836 | 1841 | 1846 | 1851 |
| ---- | ---- | ---- | ---- | ---- | ---- | ---- | ---- | ---- |
| 430  | 326  | 428  | 521  | 610  | 723  | 766  | 792  | 837  |

| 1856 | 1861 | 1866 | 1872 | 1876 | 1881 | 1886 | 1891 | 1896 |
| ---- | ---- | ---- | ---- | ---- | ---- | ---- | ---- | ---- |
| 839  | 883  | 921  | 830  | 795  | 810  | 762  | 735  | 695  |

| 1901 | 1906 | 1911 | 1921 | 1926 | 1931 | 1936 | 1946 | 1954 |
| ---- | ---- | ---- | ---- | ---- | ---- | ---- | ---- | ---- |
| 693  | 713  | 717  | 758  | 747  | 787  | 797  | 725  | 834  |

| 1962 | 1968 | 1975 | 1982 | 1990 | 1999 | 2006 | 2008 | 2013 |
| ---- | ---- | ---- | ---- | ---- | ---- | ---- | ---- | ---- |
| 886  | 907  | 756  | 807  | 820  | 796  | 798  | 798  | 781  |

| 2018 | 2022 | - | - | - | - | - | - | - |
| ---- | ---- | - | - | - | - | - | - | - |
| 738  | 725  | - | - | - | - | - | - | - |

#### Pyramide des âges
La population de la commune est relativement jeune.
En 2018, le taux de personnes d'un âge inférieur à 30 ans s'élève à 31,5 %, soit en dessous de la moyenne départementale (39,5 %). À l'inverse, le taux de personnes d'âge supérieur à 60 ans est de 28,4 % la même année, alors qu'il est de 22,5 % au niveau départemental.
En 2018, la commune comptait 358 hommes pour 380 femmes, soit un taux de 51,49 % de femmes, légèrement inférieur au taux départemental (51,77 %).
Les pyramides des âges de la commune et du département s'établissent comme suit.
| Hommes | Classe d’âge | Femmes |
| ------ | ------------ | ------ |
| 0,0    | 90 ou +      | 1,6    |
| 6,4    | 75-89 ans    | 8,2    |
| 19,0   | 60-74 ans    | 21,6   |
| 23,2   | 45-59 ans    | 20,8   |
| 18,7   | 30-44 ans    | 17,6   |
| 13,1   | 15-29 ans    | 11,8   |
| 19,6   | 0-14 ans     | 18,4   |

| Hommes | Classe d’âge | Femmes |
| ------ | ------------ | ------ |
| 0,5    | 90 ou +      | 1,4    |
| 5,3    | 75-89 ans    | 8,1    |
| 14,8   | 60-74 ans    | 16,2   |
| 19,1   | 45-59 ans    | 18,4   |
| 19,5   | 30-44 ans    | 18,7   |
| 20,7   | 15-29 ans    | 19,1   |
| 20,2   | 0-14 ans     | 18     |

## Culture locale et patrimoine

### Lieux et monuments

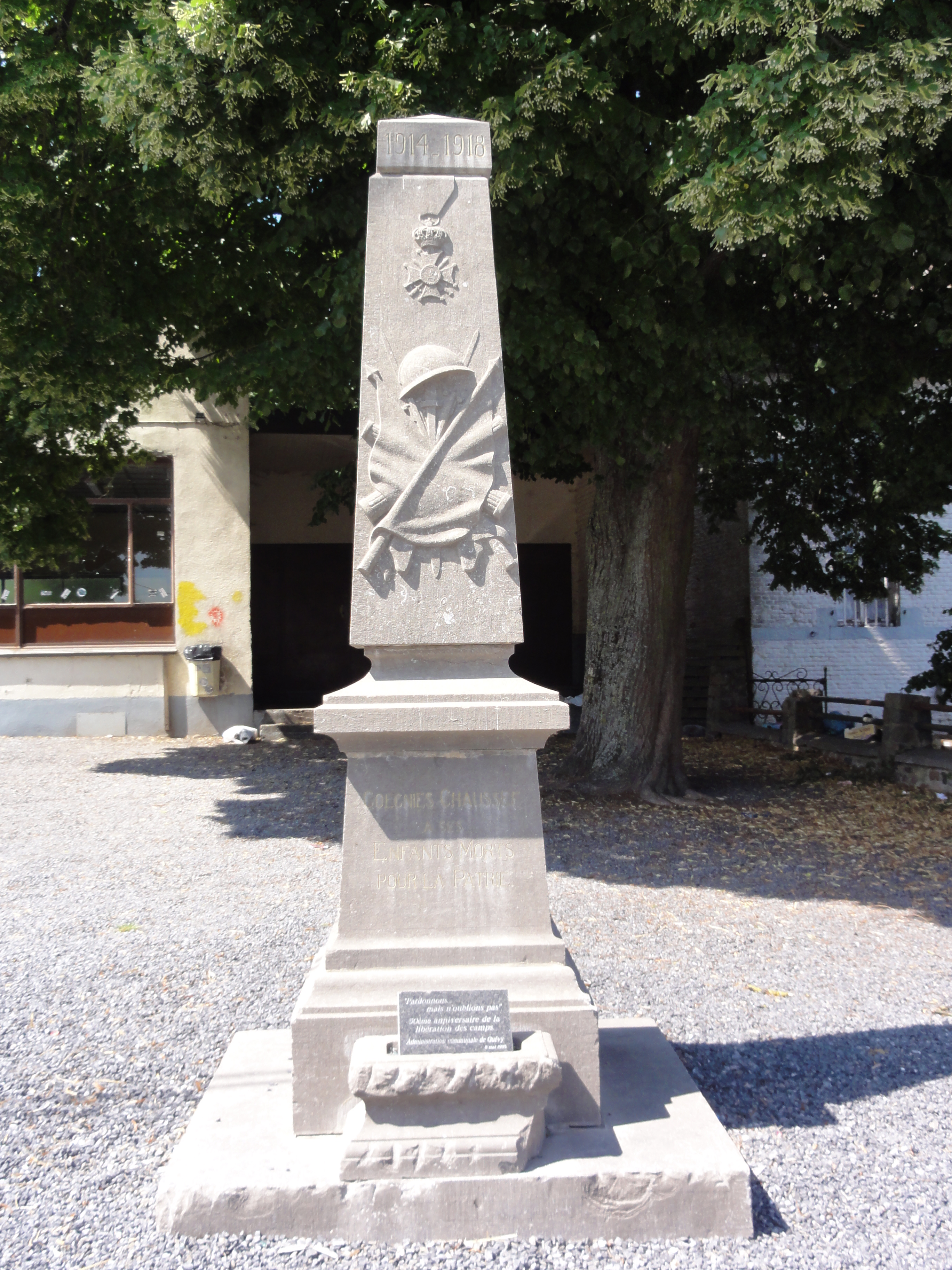
Monument aux morts.

- L'église Saint-Quentin de 1843. Elle contient une chaire du début du XVIIIe siècle[39], ainsi qu'un tableau du début du XVIIe siècle dédié à l'Adoration des bergers[40].

Images de l'église Saint-Quentin
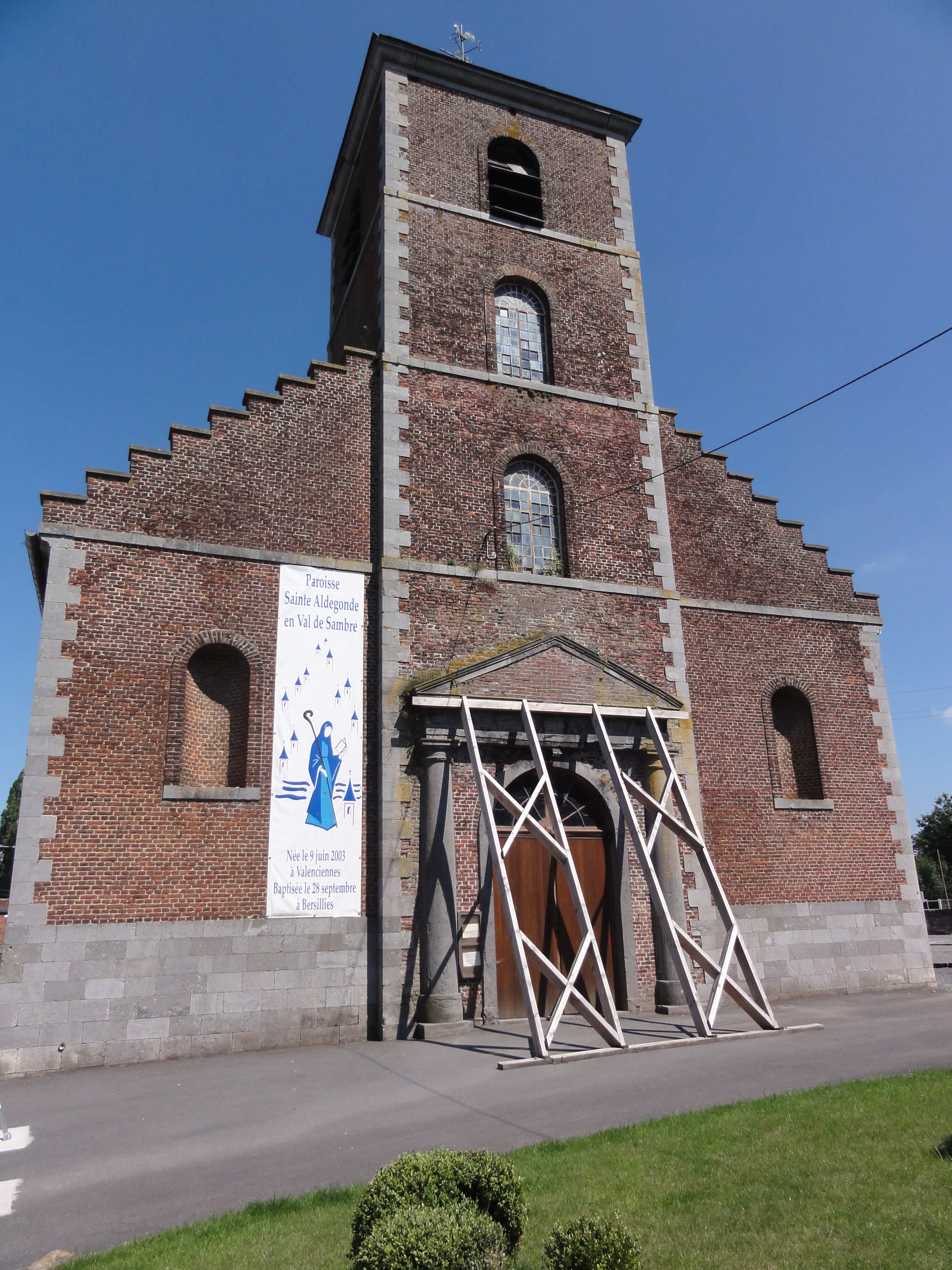
L'église, façade.
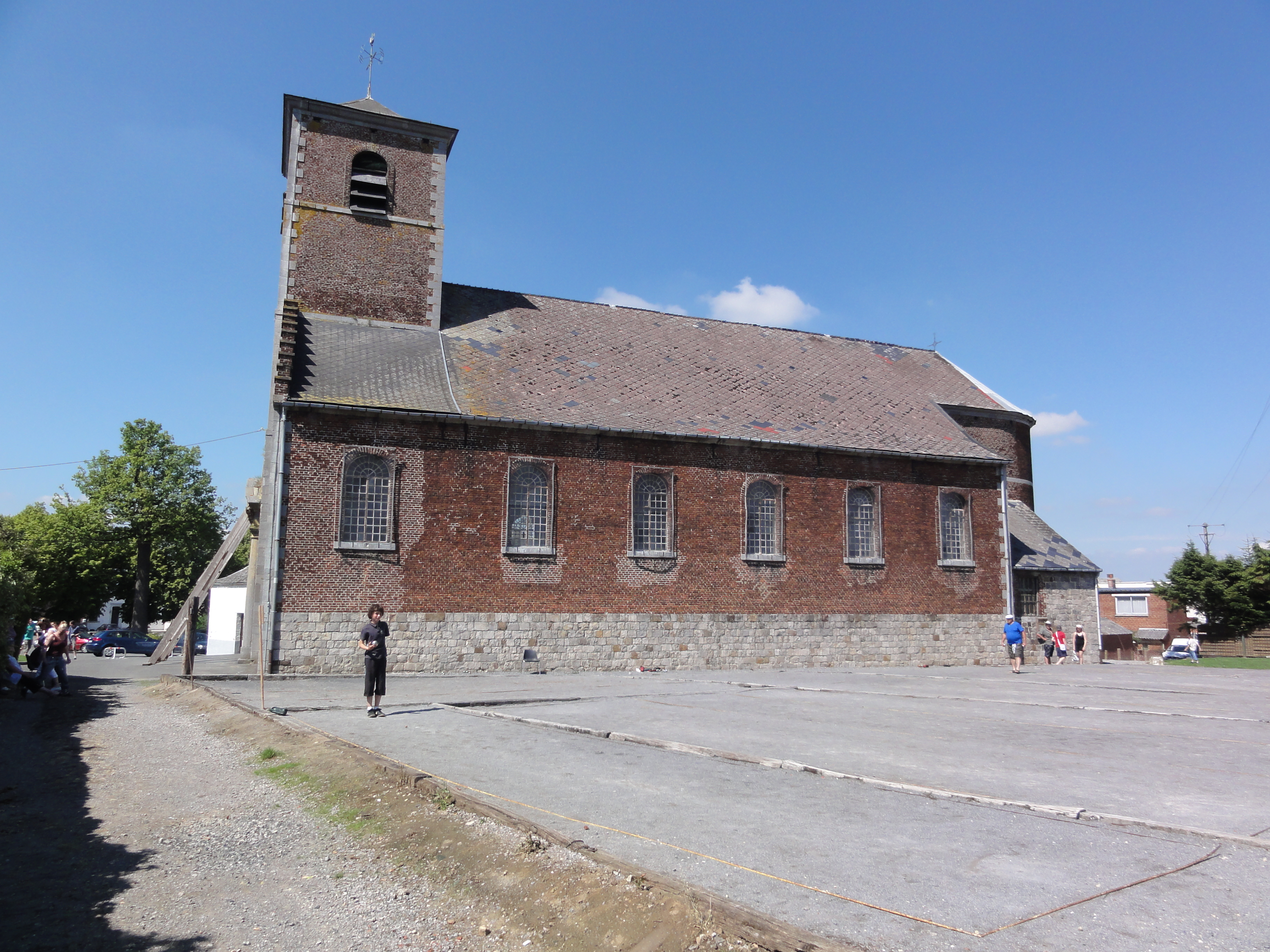
L'église, vue latérale.

- Le château de Gontreuil avec le parc du château[41]
- La ferme Rogeries
- Le château et la ferme du Roteleux
- La chaussée romaine (Chaussée Brunehaut)
- Le Petit Roteleux
- Le pont Guillaume
- Le « chemin des exilés », qui permettait autrefois aux Belges ou aux personnes interdites du territoire français de se rendre à l'église paroissiale, située sur la frontière et qui est un  édifice franco-belge. Ce chemin de 25 m, pavé, a été restauré en 2015[42].
- Le monument aux morts, déplacé en 2015[43].

### Personnalités liées à la commune
- La plaque funéraire de Rémy Broudehom, mayeur de Goegnies Cauchie, mort en 1578 et de Blandine Mathieu, sa femme morte en 1583, se trouve dans l'église paroissiale[44].
- Anthony Prahl, lieutenant au  16e d'infanterie de l'armée américaine, dont l'unité libéra le village binational à la fin de la Seconde Guerre mondiale, le 3 septembre 1944 et permis l'avancée des Alliés. Une stèle portant son nom a été édifiée au village en 2016[45].

### Gognies-Chaussée dans les arts

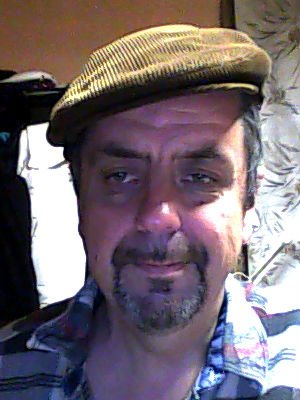
Michel Vergaelen.

En avril 2010, Michel Vergaelen édite un roman dans lequel il met en scène des personnages fictifs de Gognies-Chaussée, que le destin entraîne à Bruxelles...
- Léopold Levert (1819-1882), peintre français, est né à Gognies-Chaussée.

### Héraldique
|  | Les armes de Gognies-Chaussée se blasonnent ainsi : « D'azur à la croix ancrée d'argent. » |